# 1790 w literaturze
Wydarzenia literackie w 1790 roku.

## Wydarzenia
- 9 czerwca – Philadelphia Spelling Book Johna Barry'ego stał się pierwszą oficjalną książką z zastrzeżonym prawem autorskim na terenie Stanów Zjednoczonych.
- Literat Thomas de Mahy de Favras został zatrzymany przez radykałów rewolucji francuskiej za udział w organizacji ucieczki z Francji Ludwika XVI i królowej Marii Antoniny. Został oskarżony o zdradę stanu. Gdy przyniesiono mu sporządzony na piśmie akt oskarżenia, po jego przeczytaniu De Mahy miał powiedzieć z dezaprobatą: "Patrzcie, zrobiliście aż trzy błędy w pisowni".
- Henry James Pye objął posadę "Poety państwowego" (ang. Poet Laureate), do którego zadań należało układanie oficjalnych utworów poetyckich odczytywanych podczas uroczystości państwowych.

## Nowe książki
- polskie
  - Franciszek Salezy Jezierski:
    - Jarosza Kutasińskiego uwagi nad stanem nieszlacheckim w Polszcze
    - Katechizm o tajemnicach rządu polskiego
    - Rzepicha, matka królów

  - Stanisław Staszic – Przestrogi dla Polski
- zagraniczne
  - Xavier de Maistre – Voyage around my Room
  - Mary Pilkington – Delia
  - Ann Radcliffe – A Sicilian Romance
  - Hasan Shah – The Dancing Girl
  - Helen Maria Williams – Julia

## Nowe dramaty
- polskie
  - Julian Ursyn Niemcewicz - Powrót posła
- zagraniczne
  - Mariana Starke – The Widow of Malabar

## Nowe poezje
- zagraniczne
  - William Blake – The Marriage of Heaven and Hell
  - Robert Burns – Tam o' Shanter

## Nowe prace naukowe
- zagraniczne
  - Samuel Ayscough – An Index to the Remarkable Passages and Words Made Use of by Shakespeare (konkordancja Shakespeare'owska)
  - Pierre Joseph Bonnaterre – Tableau encyclopédique et méthodique
  - James Bruce – Travels to Discover the Source of the Nile
  - Edmund Burke – Rozważania o rewolucji we Francji
  - Jean Paul – Leben des vergnügten Schulmeisterlein Maria Wutz
  - Mary Wollstonecraft – Wołanie o prawa człowieka

## Urodzili się
- 1 stycznia – James Wills, irlandzki poeta i pisarz
- 10 stycznia – Anders Abraham Grafström, szwedzki poeta
- 1 czerwca – Ferdinand Raimund, austriacki dramaturg (zm. 1836)
- 9 czerwca – Abel-François Villemain, francuski pisarz
- 21 października – Alphonse de Lamartine, francuski poeta

## Zmarli
- 17 kwietnia – Benjamin Franklin, amerykański prezydent, publicysta
- 21 maja – Thomas Warton, angielski historyk i krytyk literatury
- 17 lipca – Adam Smith, angielski myśliciel i pisarz